# Зеніт (повітряна куля)
Зеніт (фр. Le Zénith; 1874, Франція) — повітряна куля спроектована й збудована Теодором Сівелем в Франції. 23-24 березня 1875 року на ній було здійснено рекордний 22-годинний політ з Парижа в Аркашон . 15 квітня 1875 року зазнала катастрофи біля Сірона, в результаті якої загинули Теодор Сівель і Жозеф Кроче-Спінеллі.

## Створення повітряної кулі
Повітряну кулю «Зеніт» розробив і збудував Теодор Сівель в 1784 році на замовлення Французького товариства повітроплавання (Société Française de Navigation Aérienne). Вона мала замінити іншу відому повітряну кулю «L'Étoile polaire»(«Полярна зірка») на якій члени товариства здійснювали наукові польоти в 1873—1874 роках.
«Зеніт» було збудовано в сімейному маєтку Сівеля, який знаходився в селищі Pignet, недалеко від містечка Сов. Над пошиттям оболонки для кулі працювали місцеві швачки, а Сівель керував процесом виготовлення великої 1-метрової корзини для пасажирів. В результаті, об'єм оболонки «Зеніта» зробили більшим ніж в попередньої кулі і він досяг 3 000 м³ (в «L'Étoile polaire» було лише 2 800 м³). Наприкінці 1784 року «Зеніт» був готовий здійснити свій перший політ.

## Рекордний політ «Зеніта» з Парижа в Аркашон

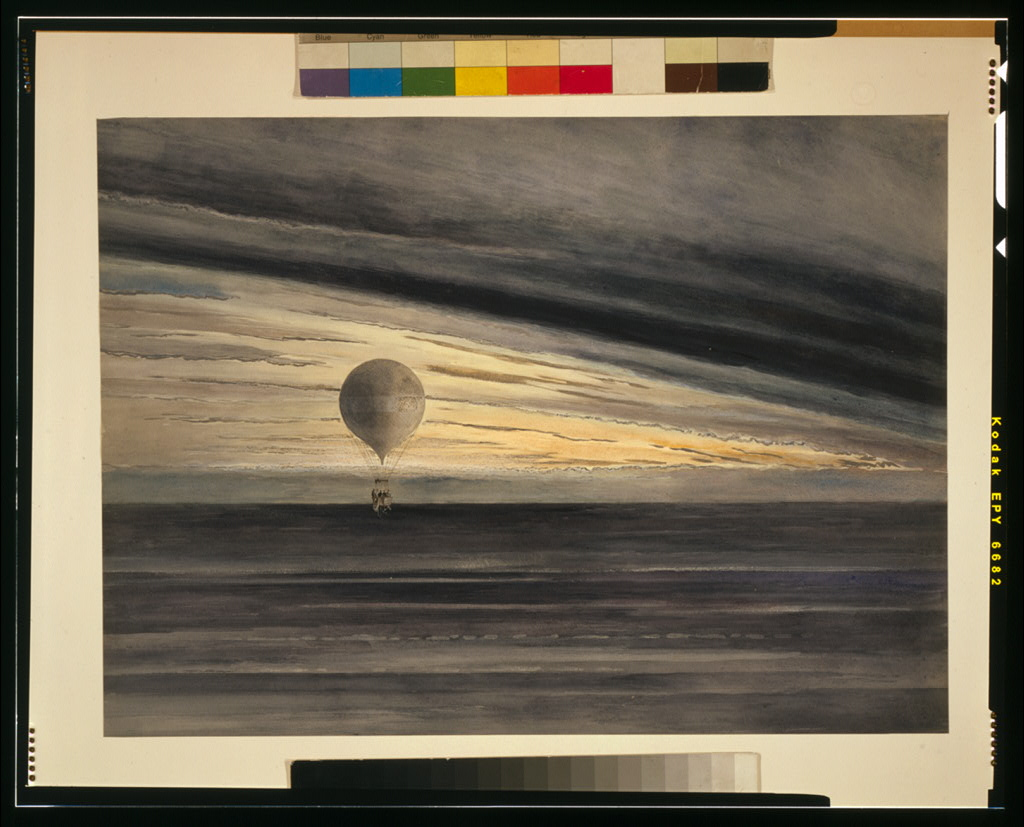
Повітряна куля «Зеніт» летить з Парижа в Аркашон з пятьма аеронавтами на борту, 23-24 березня 1875 року (малюнок Альберта Тіссандьє)

Місячний ореол і люмінісцентний хрест, які спостерігали аеронавти під час польоту «Зеніта» з Парижа в Аркашон, 23-24 березня 1875 року (малюнок Альберта Тіссандьє)

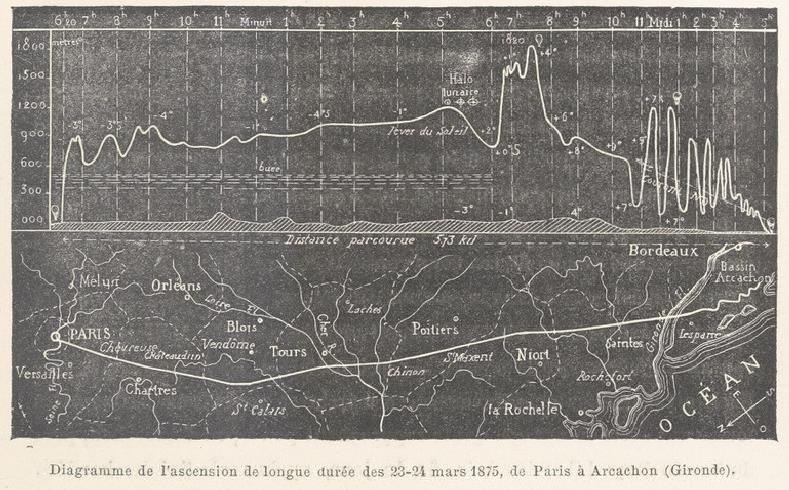
Діаграма з маршрутом рекордного польоту «Зеніта» з Парижа в Аркешон, 23-24 березня 1875 року (з книги Г.Тіссандьє "Історія моїх польотів)

23-24 березня 1785 року відбувся перший політ «Зеніта», який одразу став рекордним. Куля пролетіла з Парижа в Аркашон, а політ тривав аж 22 години і 40 хвилин. Він побив всі світові рекорди за тривалістю, перевершивши 18-годинний політ англійського аеронавта Чарльза Гріна, здійснений в 1836 році. Побити рекорд «Зеніта» змогли аж через одинадцять років, коли у вересні 1886 року француз Анрі Ерве здійснив 24-годинний переліт з Франції в Англію на повітряній кулі «Le National».
23 березня «Зеніт» підготували до польоту на газовому заводі «La Villette» і о 18:20 годині вечора він успішно стартував. На борту повітряної кулі перебували пятеро аеронавтів: Теодор Сівель— виконував роль капітана, Жозеф Кроче-Спінеллі— проводив наукові досліди з спектографом, Клод Жобер— механік і досвідчений повітроплавець та двоє братів Гастон і Альберт Тіссандьє, які здійснювали власні наукові досліди. Альберт Тіссандьє протягом польоту робив малюнки всіх пейзажів, які побачили аеронавти.
Гастон Тіссандьє пізніше так описував перші хвилини польоту:
|  | Ми піднімаємося в повітря, перетинаючи Париж, де тисячі вогнів мерехтять, як сузір'я зоряного неба. Ми повільно проходимо над садом Тюїльрі, над куполом Дому Інвалідів, і незабаром видовище великого мегаполісу зникає з горизонту… |

Цілу ніч аеронавти проводять в польоті на висоті 700—1000 метрів над землею, повільно рухаючись до узбережжя океану на південному заході Франції. На світанку «Зеніт» долетів до містечка Ла-Рошель на узбережжі океану, а близько 10 години ранку розпочав свій переліт над Жирондою. Гастон Тіссандьє так описує цю подію:
|  | Ця переправа через велику річку, виконана о 10 годині ранку, з оглядом на Кордуанський маяк, безумовно, є одним із найбільш зворушливих моментів нашої подорожі. «Зеніт» входить у Жиронду в місці її найбільшої ширини, проходить там велично і досягає іншого берега лише через 35 хвилин. |

Після перетину Жиронди «Зеніт» ще шість годин летів над узбережжям океану і лише близько п'ятої вечора аеронавти здійснили успішне приземлення на галявину в сосновому лісі недалеко від Аркашона. Через декілька хвилин після приземлення, до них прибігли місцеві пастухи «на ходулях і з радісними та здивованими вигуками». Вони допомогли скласти обладнання й кулю та транспортувати їх до найближчого містечка.

## Трагічне падіння «Зеніта» біля Сірона

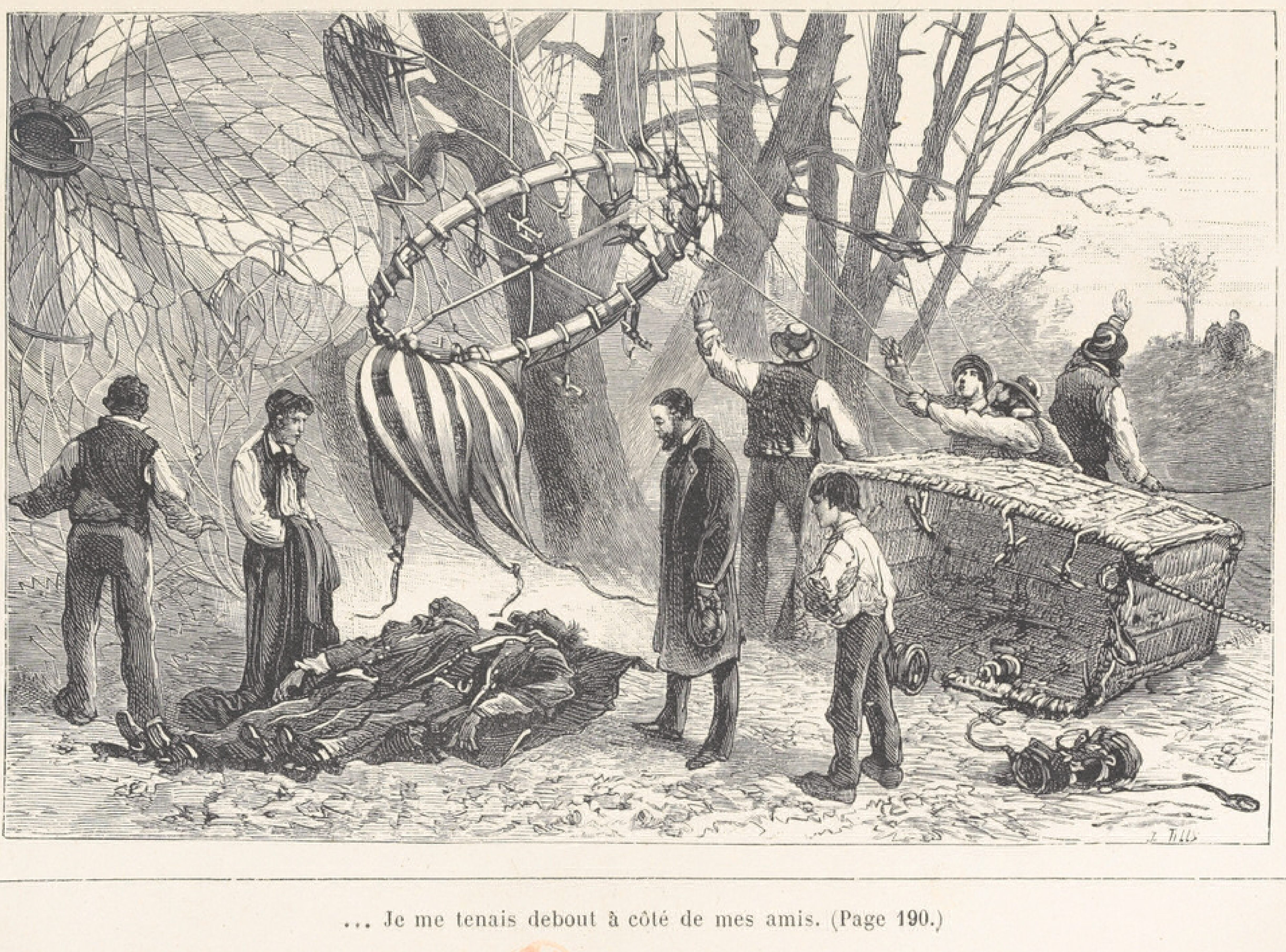
На місці падіння повітряної кулі «Зеніт», 15 квітня 1875 року, Сірон (Ендр), Франція

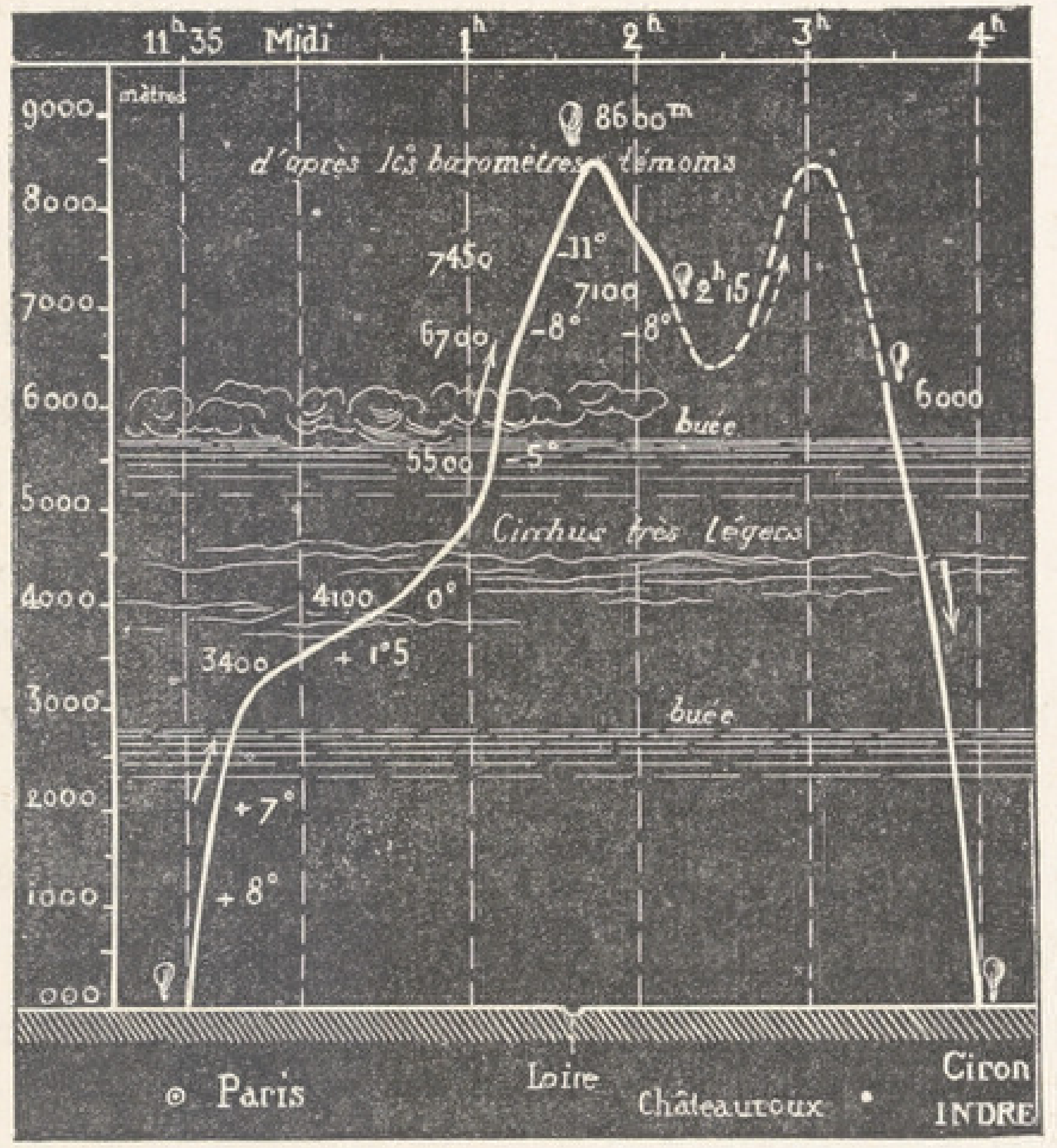
Діаграма з маршрутом польоту «Зеніта» з Парижа в Сірон, 15 квітня 1875 року

Другий політ «Зеніта» відбувся 15 квітня 1875 року і завершився справжньою катастрофою, в результаті якої двоє аеронавтів Теодор Сівель і Жозеф Кроче-Спінеллі загинули, а повітряна куля впала й розбилась об землю.
15 квітня 1875 року о 11 годині 52 хвилини «Зеніт» з Кроче-Спінеллі, Сівелем і Гастоном Тіссандьє в корзині відірвався від землі і розпочав свій підйом вгору. Гастон Тіссандьє пізніше згадував, що на висоті 300 метрів Теодор Сівель раптом радісно вигукнув:
|  | Ну ось ми і полетіли, друзі! Погляньте на наш «Зеніт» - який же він красивий! |

Близько першої години дня «Зеніт» досяг висоти 7000 метрів і дрейфував поверх перистих хмар, що складались з дрібних розсіяних частинок льоду. Приблизно в цей період часу всі троє аеронавтів відчули, що їм бракує повітря і почали вдихати по кілька ковтків кисневої суміші з балонів спеціально підготовлених перед польотом. Та це допомогло і коли
«Зеніт» досяг висоти 7500 метрів Кроче-Спінеллі і Гастон Тіссандьє вже ледь тримались на ногах. Сівель в цей час продовжував скидувати баласт і незабаром повітряна куля досягла рекордної висоти 8000 метрів. Після цього, всі троє аеронавтів втратили свідомість, а «Зеніт», досягши максимальної висоти 8600 метрів, почав швидко спускатись вниз. Із зменшенням висоти Кроче-Спінеллі першим прийшов до тями і побачивши, що куля падає, викинув трохи баласту і обладнання з корзини. Це сповільнило падіння і незабаром, «Зеніт» вдруге піднявся на висоту вище 8000 метрів, що ще більше погіршило стан аеронавтів.
О 3 годині 30 хвилин Тіссандьє прийшов до тями відчуваючи сильне запаморочення і слабкість. Відкривши очі, він побачив, що повітряна куля знову падає вниз зі страшною швидкістю. Корзину сильно розгойдувало і вона описувала великі кола в повітрі. Тіссандьє на колінах підповз до своїх друзів і почав їх будити. «Сівель! Кроче! Просніться!». Але ті нерухомо лежали на дні корзини. Зібравши рештки сил, Тіссандьє спробував підняти їх на ноги, та лиця аеронавтів вже потемніли, очі були каламутними, а рот був у крові.
Незабаром, ніким некерований «Зеніт» з страшною силою впав на поле біля містечка Сірон, що розташоване за 250 км від Парижа. Перевірка даних спеціального висотного барометра відбувалась в фізичній лабораторії Сорбонни і показала, що максимальна висота, якої досяг «Зеніт» під час свого польоту становила від 8540 до 8600 метрів. Жозеф Кроче-Спінеллі та Теодор Сівель загинули під час польоту від асфіксії, а Гастон Тіссандьє дивом зміг врятуватись і уникнути їхньої страшної долі, проте частково втратив слух. Для Зеніта цей політ став останнім, адже його так і не змогли відновити після падіння.

## Пам'ять про катастрофу «Зеніта»

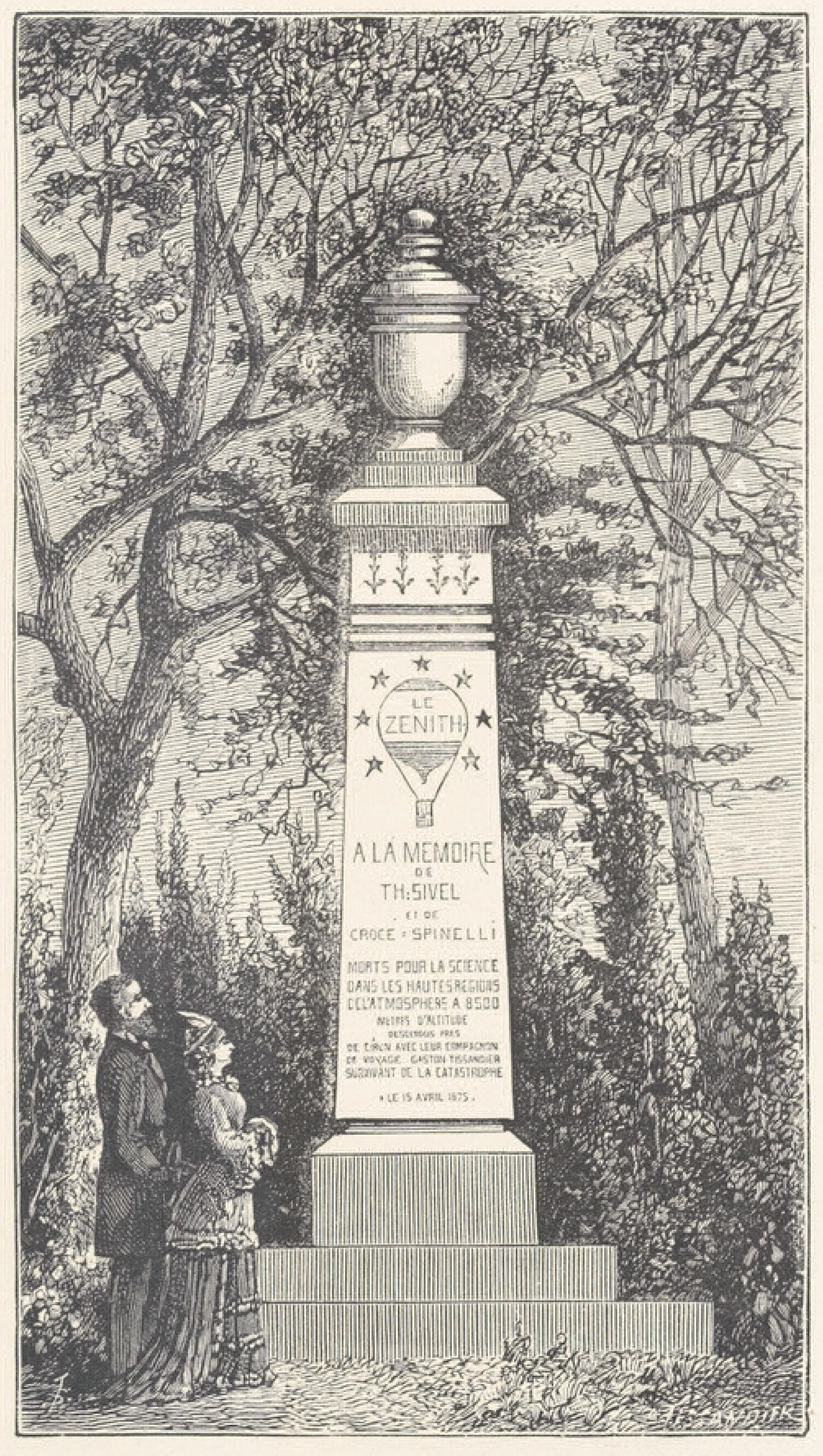
Пам'ятний знак встановлений в 1881 році на місці падіння повітряної кулі «Зеніт» (проект розробив Альберт Тіссандьє)

25 березня 1881 року на місці падіння «Зеніта» було встановлено пам'ятник, розроблений Альбертом Тіссандьє. Він мав вигляд великого кам'яного обеліска з зображенням повітряної кулі. 4 квітня 2017 року його внесли до списку історичної пам'яті Франції.
Катастрофа «Зеніта» і смерть Кроче-Спінеллі з Сівелем надихнули французького поета і майбутнього лауреата Нобелівської премії з літератури Сюллі Прюдома написати вірш «Le Zenith».
Падіння «Зеніта» настільки сколихнули французьку спільноту, що в перші роки після трагедії на честь Кроче-Спінеллі і Сівеля були створенні декілька оперних композицій, які виконувались під час театральних вистав. Найвідоміші з них: «Le Zenith» (слова: Адольф Перро, музика: Робер Планкет) і «Les martyrs du Zénith» (слова: Жульєн Фок, музика: Джейкоб Жюль).
В 1891 році французький політик і тодішній міністр культури Джек Ленг вирішив спроектувати і побудувати великий концертний і виставковий зал за межами Парижа. Місцем для будівництва було обрано парк Ла-Віллетт. Оскільки саме з цього парку колись стартувала повітряна куля «Зеніт» то концертний зал так і назвали в її честь «Le Zénith» . Пізніше цю назву зареєстрували як торгову марку і поширили концепцію будівництва великих концертних і виставкових залів Le Zénith по всій Франції. Станом на 2021 рік вже побудовані і працюють 17 таких концертних залів по всій країні.